# HD 94388
HD 94388 (b³ Hydrae) é uma estrela na direção da Hydra. Possui uma ascensão reta de 10h 53m 29.48s e uma declinação de −20° 08′ 17.3″. Sua magnitude aparente é igual a 5.23. Considerando sua distância de 102 anos-luz em relação à Terra, sua magnitude absoluta é igual a 2.75. Pertence à classe espectral F6V.